# Cirex
Eric Ortiz (Brooklyn, 14 de diciembre de 1979), conocido por su seudónimo artístico Cirex, es un músico estadounidense de origen puertorriqueño. Eric es un diestro compositor, productor y miembro de la banda Neuttro. Su estilo está basado en influencias de metal electrónico fusionando el dubstep y la Música industrial con guitarras insertadas.
Creado en 2009 como un proyecto paralelo a su participación en otra agrupación musical, con el tiempo Eric decide cambiar su nombre artístico a Cirex (creado a partir de Eric de izquierda a derecha con una «X» al final, que simboliza la cruz cristiana).
Ese mismo año lanzó su primer álbum The Lab (El Laboratorio, en español), con la mayoría de los temas instrumentales, interpretados, grabados y producidos por él mismo, con la asistencia de Wil Martin de la banda estadounidense Earshot.
Un tema musical de Cirex fue utilizado en el filme Taken (Búsqueda Implacable en Hispanoamérica y Venganza en España) de 2008.
En el 2012 Cirex lanzó un álbum titulado Nietzsche is Dead, en esta producción contó con la colaboración de Eduardo Paniagua en batería, músico conocido por su banda Puya.
Cirex participó del primer Latin Rock Awards celebrado en Puerto Rico, junto a Puya y Vivanativa entre otros.
En febrero de 2014, Cirex lanza dos sencillos, «Cromosomas» y «Outernet», nuevamente junto a Eduardo Paniagua en la batería, con descarga gratuita en tiendas virtuales. En agosto de 2014, lanzó un EP titulado Camera obscura. En enero de 2015 lanzó un álbum titulado Trialism. Su visión filosófica está muy marcada por la religión (cristianismo) y se inclina por la creencia en el Arrianismo. Lo más reciente es un EP titulado 'Interplate"(2020). Danny Diablo y Cirex unirán fuerzas para otro posible EP.

## Discografía

### Álbumes
- The Lab (2009)[39]
- Nietzsche is Dead (2012)[40]
- Trialism (2015)[41][42][43][44]
- Midnight (2024) [45]
- Nucleo (2025) [46]

### EP
- Camera Obscura (2014)[47]

- Cosmology (2015)[48]

- Future Pain (2018)[49]

- Interplate (2020)[50][51][52]
- Soul (2024) [53]

### Sencillos
- «Outernet» (2014), con la colaboración de (Eduardo Paniagua)[54]
- «Cromosomas» (2014)
- «Money Magnet» (2015)[55]

- «Bat-Darts» (2016)[56]

- «Wall» (2017)[57]

- «Talk» (2018)[58]

- «Chances Are» (2019)[59]

- «Trust Yourself» (2019)[60]

- «MechaCorta» (2019)[61]

- «Cirex vs Danny Diablo-  (Untitled)» (2019)[62][63]

- «Symptomatic» Feat Hail Sagan (2020)[64]

- «Forget2020»[65]

- «Paralisis 2020» [66]

- «Opera 2021 Feat Plush Mush»[67]

- «Virus 2021 Feat Cristian Lapolla»[68]
- «Neurosis» (2024) Feat NK Profeta [69]
- «Strings (2025) [70]
- Desde Puerto Rico [71]
- Statica (2025)[72]